# Звук
 Тази статия е за физичното явление.  За говорните звукове вижте Фонема.  
Звукът е надлъжна механична вълна – трептения на материята, които се предават като периодична промяна на налягането (вследствие сгъстяване и разреждане на средата) и се възприема от слуховия апарат. Когато дадено тяло трепти, в заобикалящата го среда възникват звукови вълни. Те предизвикват налягане върху тъпанчето на ухото, в резултат на което се получава възприятието за звук. Трептенията могат да се предават по въздуха, но също така и през други газове, течности и твърди тела. За звуковите вълни е нужна среда, поради което не могат да се разпространяват във вакуум.
Като всяка вълна, звукът се характеризира с амплитуда, честота и дължина на вълната. Амплитудата е свързана със силата на звука, а честотата с тоналността, с височината на звука. Човешкото ухо възприема звуци в диапазона от 16 – 20 Hz до 20 kHz. Звук под 20 Hz се нарича инфразвук, а над 20 kHz ултразвук. Понякога звук над 1 GHz се нарича хиперзвук. При различните животни този диапазон е различен. Дължината на звуковите вълни е от 17 m до 1,7 cm.
Особено значение трябва да се обърне на речевите звуци като фонемите и като цяло на фонетиката. Музикалните звуци представляват комбинация от няколко тона, няколко честоти в хармония. Шумът също е вид звук.

## Кратка история на звука

### 17-ти и 18 век
До XVII век почти нищо не се знае за звука. Галилео Галилей е един от първите учени, който прави връзката между честотата и височината на тона и по този начин подобрява музикалните инструменти с подходящ подбор на дължината, масата и опъването на струните. По същото време френският математик Марен Мерсен определя скоростта на звука. Робърт Бойл открива, че звуковите вълни като механични такива изискват среда за разпространението си, поради което във вакуум не се чува нищо.

### Начало на записната история
Едва през XIX век звуковите вълни стават добре познато явление и постепенно знанието за тях води до създаването на различни уреди – фонограф, стробоскоп, стетоскоп, сирена, телефон, микрофон и други. През XX век са открити ултразвукът и инфразвукът и са направени нови изобретения и уреди.

## Физика на звука
Звуковите вълни се характеризират със свойства, присъщи на всички вълни: честота, дължина на вълната, период, амплитуда, интензитет (сила), скорост и посока на разпространение. Условно звукът може да се раздели на два вида – тон и шум. Шумът е фактически нежелан звук, който може да има отрицателно влияние върху слуховия апарат (отслабване на чувствителността на ухото, частична или пълна загуба на слуха) и дори психиката на човек (бърза умора, понижена работоспособност, нервни заболявания).

### Интензитет и сила на звука
| Силата на звука от различни източници                           |          |                            |
| Звук в света на хората                                          | Децибели | Звук в природата           |
| ракетен двигател                                                | 180      |                            |
| излитаща ракета                                                 | 170      |                            |
| Праг, след който звукът пука тъпанчето                          |          |                            |
| турбореактивен двигател                                         | 160      |                            |
| самолет при излитане, на 50 метра                               | 150      | изригване на вулкан        |
| рок певец, който крещи в микрофона                              | 140      |                            |
| пневматичен чук, картечница                                     | 130      | гръмотевица                |
| Праг, след който звукът е болезнен                              |          |                            |
| машинно отделение на кораб, къртене на бетон, тромпет           | 120      |                            |
| влак в непосредствена близост, метро, верижен трион, екскаватор | 110      |                            |
| музика в дискотека, хеликоптер                                  | 100      |                            |
| камион с дизелов двигател                                       | 90       | слон                       |
| улица с голямо движение, фабрика                                | 80       |                            |
| прахосмукачка, пишеща машина                                    | 70       |                            |
| нормален говор                                                  | 60       | петел                      |
| бизнес офис, хладилник                                          | 50       | гъска, патица, дъжд        |
| библиотека                                                      | 40       | чуруликане на птица        |
| човешки шепот                                                   | 30       | градски парк               |
| празно студио                                                   | 20       | шумолене на дървесни листа |
| стенен часовник                                                 | 10       | мишка                      |

Интензитетът I се определя от енергията, пренесена от звуковата вълна за единица време през единица площ, разположена перпендикулярно на посоката на разпространение на вълната и се измерва в W/m² (ват на квадратен метър). Силата на звука е безразмерна величина, която дава понятие колко силно се чува даден звук. С увеличаване на звуковото налягане звукът се чува по-силно, но възприятието на силата на звука не се увеличава право пропорционално на звуковото налягане, а в логаритмична зависимост. Силата на звука има пряка връзка с амплитудата – колкото по-голяма е силата на звука, толкова по-голяма е амплитудата. Измерва се с единицата бел (В), но на практика се използва 10 пъти по-малка единица – децибел (dB). Звук със сила над 120 dB е опасен за хората, защото може да се причини различни слухови увреждания.
{\displaystyle L_{\mathrm {dB} }=10\log _{10}{\bigg (}{\frac {P_{1}}{P_{0}}}{\bigg )}\,}
където P е мощност, например ако P2 е 2 пъти по-голяма от мощността P1, тогава
10 log10(P2/P1) = 10 log10 2 ≈ 3 dB

### Честота на звука
Честотата на звука се определя от броя на трептенията в секунда. Измерва се с мерната единица херц (Hz), на името на Хайнрих Херц. С увеличаването на честотата се увеличава и височината на тона. Интервалът на честотите, които човешкото ухо може да възприеме като тонове, е между 20 Hz и 20 kHz, макар че тези граници варират. Децата и младите хора чуват по-добре високите честоти. С напредване на възрастта диапазонът на чуване намалява, като способността за възприемане на високите честоти намалява значително. Честотите, към които човешкото ухо е най-чувствително, са между 1000 и 2000 Hz. Някои животни, например кучетата, могат да чуват много по-високи честоти от 20 kHz, което е границата за хората. Животните и хората са развили тези способности най-вече за да могат да комуникират помежду си. Хората могат и да записват, излъчват и предават различни видове звуци чрез различни технологии като радио, телевизия и други.

#### Ултразвук
Ултразвук е звук с честота, по-висока от 20 kHz и обикновено до един милиард херца. Тези звуци са недоловими за човешкото ухо, но въпреки това могат да окажат влияние върху човека.
В природата прилепите и някои видове китове издават ултразвуци.

#### Инфразвук
Инфразвукът е звук с честота, по-малка от тази, доловима от човешкото ухо. За горна граница на инфразвуковите вълни се приемат честотите от 16 Hz до 20 Hz (минималната честота, която се улавя от човешкото ухо), а долната е неопределена.
В природата източници на инфразвук са електрически заряди в атмосферата, лавини, земетресения, вулкани и метеори, водопади, морски вълни, оръжейни изстрели, взривове. Известно е също така, че китовете, слоновете, носорозите, жирафите, антилопите окапи и алигаторите използват инфразвук, за да предават съобщения.

### Скорост на звука
| Вещество           | Скорост (m/s) | Вещество | Скорост (m/s) | Вещество        | Скорост (m/s)   |
| ------------------ | ------------- | -------- | ------------- | --------------- | --------------- |
| Газове             | Газове        | Течности | Течности      | Твърди вещества | Твърди вещества |
| въздух             | 331 m/s       | вода     | 1490 m/s      | бетон           | 4200 – 5300 m/s |
| кислород           | 316 m/s       | живак    | 1453 m/s      | желязо          | 5835 – 5950 m/s |
| амоняк             | 415 m/s       | глицерин | 1923 m/s      | злато           | 3200 – 3240 m/s |
| водород            | 1284 m/s      | етанол   | 1162 m/s      | олово           | 1960 m/s        |
| въглероден диоксид | 259 m/s       | ацетон   | 1174 m/s      | стъкло          | 5640 m/s        |
| хелий              | 965 m/s       | керосин  | 1324 m/s      | стомана         | 5960 m/s        |

Механични вълни с честота от 16 Hz до 20 kHz се наричат звукови вълни. В газове и течности са само надлъжни, а в твърди тела – надлъжни и напречни. Скоростта на звука зависи от средата, в която се разпространява, а също така от температурата, надморската височина и някои други фактори. Така например скоростта на звука в сух въздух при 0 °C е 331 m/s, а при температура около 20 °C скоростта е 340 m/s. С увеличаване на температурата нараства правопропорционално на корен квадратен от абсолютната температура:
{\displaystyle v=const{\sqrt {T}}}
Скоростта на звука в каквато и да е среда се изчислява по формулата:
{\displaystyle v={\sqrt {\frac {1}{\beta \rho }}}}
където {\displaystyle \beta } е адиабатната свиваемост на средата, а {\displaystyle \rho } – плътността.
Измерването на скоростта на звука в дадено вещество е чувствителен метод за определяне на примеси във веществото.

## Възприемане на звука
Звуковъзприятието е ограничено до определен диапазон от честоти при отделните видове. Както стана ясно по-горе, при хората долната граница на слуха е 16 Hz, а горната 20 kHz, въпреки че тези граници варират и не са строго определени. Горната граница спада с годините. Други видове имат различен слухов обхват. Кучетата например могат да възприемат звуци с честота над 20 kHz, но не и такива с честота под 40 Hz.
Като сигнал, възприеман от един от главните сетивни органи, звукът е използван от много същества за разпознаване на опасност, за навигация, комуникация и други цели. Атмосферата на нашата планета, водата, визуалните и физическите феномени, сред които огън, дъжд, вятър и земетресения, се отличават със свои собствени уникални звуци. Жабите, птиците, както и някои морски и земни бозайници имат специални органи, с помощта на които възпроизвеждат звуци. При някои видове те служат за възпроизвеждането на реч и мелодии. Още повече, хората са развили технология, позволяваща им да генерира, записва и излъчва звук. Научната дисциплина изучаваща човешкото възприятие за звук е позната като психоакустика.

## Звукът в музиката
Звуковете биват тонове и шумове. Тоновете се различават по височина, сила, трайност и тембър (цвят на тона). Те се получават в резултат на равномерното периодично трептене. Трептенията със случаен характер са шум. От музикална гледна точка звуците се категоризират в музикален звукоред. Тонът ла (а) от първа октава е с честота 440 Hz. Следващият тон ла, една октава по-високо, има честота 880 Hz, т.е. точно два пъти повече. Тоновете една и две октави по-ниско имат честоти 220 и 110 Hz. Октава е интервалът между два тона, чиито честоти са в съотношение 2:1.
Трайността на тона зависи от продължителността на времето, през което звуковите вълни предизвикват възприятие за тон.
Силата на тона зависи от амплитудата, която се получава при трептенето. Колкото е по-голяма амплитудата, толкова по-силен е тонът.
Тембърът е качество, по което се различават музикалните инструменти и гласове. В природата не съществуват прости тонове. Всеки тон звучи в съчетание с още много други, по-високи от него, наречени обертонове. Те се получават в резултат на това, че трептящият източник на тон освен с цялата си маса трепти и с нейните части. Така при трептенето на цялата маса се получава главният, основният тон. Този тон звучи най-силно и се възприема като единствен. От трептенето на половината маса се получава друг – по-висок, от половината на половината – друг. Те се наричат обертонове. Натуралният ред на обертоновете е следният: ако вземем за пръв тон до от голяма октава C, c, g, c1, e1, g1, b1 (си бемол), c2 и т.н. Доказани са до 40 обертона. Редът, в който се явяват, се нарича натурален звукоред. Освен това върху тембъра влияят и честоти, които звучат по-ниско от основния – т. нар. субхармонични тонове, или субхармоници.